# Eduardo Alcaraz
Alfredo Vergara Morales (Santiago, 13 de abril de 1915-Ciudad de México, 17 de abril de 1987), más conocido por su nombre artístico, Eduardo Alcaraz, fue un actor chileno radicado en México desde 1951, participando en películas de la Época de Oro del cine mexicano como actor de reparto y en doblaje de diferentes series de televisión.

## Biografía
Actor de carácter y de comedias, en el cine interpretaba frecuentemente a banqueros y hombres de negocios. Se inició en el mundo del espectáculo como cantante de tangos, también trabajó en el teatro en obras musicales. 
En 1949, mientras trabajaba en Radio Quito, participó de una adaptación de La guerra de los mundos, de manera similar a como lo había hecho Orson Welles una década antes en Estados Unidos. Alcaraz estuvo a cargo del guion de esta nueva versión, que también representaba los hechos narrados como si se tratase de una transmisión verídica. Cuando se reveló que se trataba de una historia ficticia, una multitud se dirigió al edificio del periódico El Comercio, donde funcionaba la radio, y lo incendió. Seis personas fallecieron.
Se trasladó a México en 1951 trabajando en el cine mexicano, luego trabajó en la televisión, produjo el programa Club Ron Potrero y en muchas telenovelas. Experto en el doblaje de voces, prestó su voz a cientos de actores en series de televisión, películas y dibujos animados. Se casó con Lourdes Romero Tanguma, (fallecida en un accidente en Cuernavaca  en 1983), con quien procreó tres hijos: Miguel Ángel, Guadalupe y Eduardo. Delicado de salud luego del fallecimiento de su esposa, padeció diabetes y sufrió la amputación de una pierna. Falleció el 18 de abril de 1987, en México, D.F. a los 72 años de edad. 
Sus telenovelas más reconocidas por haberlas protagonizado son Un original y veinte copias, Una mujer marcada y El engaño.
En su extensa labor como actor de doblaje podemos mencionar entre sus personajes más conocidos a  Siegfried en la  serie de TV 
El súper agente 86  y la voz  del inescrupuloso "Dr. Smith" en la mítica serie Perdidos en el espacio.

## Filmografía

### Telenovelas
- Senda de gloria (1987) - Obispo Mora y del Río (última participación)
- Rosa salvaje (1987) - Jefe de policía
- El engaño (1986) - David Letterman
- Ángel Guerra (1979)
- Una mujer marcada (1979) - Franco
- Viviana (1978) - Marcelo
- Un original y veinte copias (1978) - Dr. Osorio
- Donde termina el camino (1978) - "El Bacanora"
- Mundo de juguete (1974) - Pedro
- Siempre habrá un mañana (1974) - Carlos
- La señora joven (1972) - Federico Ricarte Reverte
- El carruaje (1972) - Mariscal Aquiles Bazaine
- Muchacha italiana viene a casarse (1971) - Vittorio Maglione
- La Gata (1970) - El Francés
- La Constitución (1970) - Gobernador Rafael Izábal
- Leyendas de México (1968)
- La tormenta (1967) - Francisco Vázquez Gómez
- Debiera haber obispas (1964)
- Marianela (1961)
- El otro (1961)

### Películas
- El mexicano feo (1984)
- Los cuates de la Rosenda (1982)
- El barrendero (1982) - Don Chafas, chachalero
- Estos zorros locos, locos, locos (1981) - Don José de San Bernardino
- Mi nombre es Sergio, soy alcohólico (1981)
- ¡Ay Chihuahua, no te rajes! (1980)
- Rigo es amor (1980) - El Gallino
- Vivir para amar (1980)
- El año de la peste (1979) - Luis Mario Zavala
- El circo de Capulina (1978)
- The Bees (1978) - Israel
- El cuatro dedos (1978)
- Xoxontla (1978) - Don Jesús
- La güera Rodríguez (1978)
- La viuda negra (1977)
- Una noche embarazosa (1977)
- El carita (1974)
- La muerte de Pancho Villa (1974)
- Conserje para todo (1974)
- Peluquero de señoras (1973) - Méndez
- La Martina (1972) - Don Fernando
- ¿Quién mató al abuelo? (1972)
- Los ángeles de la tarde (1972)
- ¡Como hay gente sinvergüenza! (1972)
- Mamá Dolores (1971)
- En esta cama nadie duerme (1971)
- Una vez, un hombre... (1971)
- Departamento de soltero (1971)
- Deuda de muerte (1970)
- La mujer de oro (1970)
- El cuerpazo del delito (1970)
- Fray Don Juan (1970)
- Capulina corazón de león (1970)
- La gran aventura (1969) - El comandante de la cárcel
- El aviso inoportuno (1969)
- Como perros y gatos (1969) - Don Juan
- Un Quijote sin mancha (1969) - Licenciado en delegación
- Cuernos debajo de la cama (1969)
- Aventuras de Juliancito (1969) - El maestro de escuela
- El matrimonio es como el demonio (1969) - Antonio Ancira
- Un nuevo modo de amar (1968)
- Valentín de la Sierra (1968)
- Por mis pistolas (1968) - Don Chuchito
- Dos pintores pintorescos (1967) - Profesor
- Su excelencia (1967)
- El pícaro (1967)
- Sangre en Río Bravo (1966)
- Canta mi corazón (1965) - Don Beto
- Napoleoncito (1964)
- Frente al destino (1964)
- Cri Cri, el grillito cantor (1963) - Carpa
- La entrega de Chucho el Roto (1962)
- Pilotos de la muerte (1962) - El Barbas
- Las recién casadas (1962)
- El cara parchada (1962)
- Nuestros odiosos maridos (1962)
- El pecado de una madre (1962)
- La captura de Chucho el Roto (1961)
- Matrimonios juveniles (1961)
- Caperucita y sus tres amigos (1961)
- Ojos tapatíos (1961)
- El fantasma de la opereta (1960) - Don Quique
- El violetero (1960)
- Chucho el Roto (1960)
- El renegado blanco (1960)
- Yo pecador (1959) - Señor Ricaldi
- Mis secretarias privadas (1959) - Don Luis
- Los hijos ajenos (1959) - Miguel
- Siete pecados (1959) - Armando
- Aladino y la lámpara maravillosa (1958)
- La mafia del crimen (1958)
- Música en la noche (1958)
- Tú y la mentira (1958)
- Escuela de rateros (1958) - Toño
- Viaje a la luna (1958) - Presidente
- Refifí entre las mujeres (1958)
- Escuela para suegras (1958)
- Mi desconocida esposa (1958) - Gregorio Salas
- Vainilla, bronce y morir (Una mujer más) (1957) - Papá de Enrique
- Ladrón de cadáveres (1957) - Jefe de policía
- Cómicos de la legua (1957) - El abandonado
- Pablo y Carolina (1957) - Guillermo
- El campeón ciclista (1957) - Don Cosme Morales
- Las aventuras de Pito Pérez (1957) - Padre Pureco
- Dos diablitos en apuros (1957) - Conductor tren
- Esposas infieles (1956)
- Una lección de amor (1956)
- ¡Que seas feliz! (1956)
- Primavera en el corazón (1956) - Arturo Dávila
- La escondida (1956) - Señor Ariza
- La tercera palabra (1956) - Administrador Roldán
- La sierra del terror (1956)
- ¡Viva la juventud! (1956) - Don Rodrigo
- El medallón del crimen (El 13 de oro) (1956) - Ramiro
- La pequeña enemiga (1956)
- Pura vida (1956) - Febronio
- Silent Fear (1956) - Dr. Rivas
- Melodías de amor (1956)
- Lo que le pasó a Sansón (1955) - padre de Dalila
- Las viudas del cha-cha-chá (1955)
- Historia de un abrigo de mink - Sr. Rosenblum
- A los cuatro vientos (1955)
- El vendedor de muñecas (1955)
- Escuela de vagabundos (1955) - Audifas
- Tu vida entre mis manos (1955) - Nicolás, cantinero
- Las nenas del 7 (1955) - Empresario
- La rebelión de los colgados (1954) - Doctor
- La desconocida (1954)
- Un minuto de bondad (1954) - Gaspar
- Maldita ciudad (Un drama cómico) (1954) - Director cinematográfico
- La visita que no tocó el timbre (1954) - Don Francisco Delgado
- Se solicitan modelos (1954) - Señor Silvanito
- Hijas casaderas (1954)
- La ladrona (1954)
- Casa de muñecas (1954) - Joyero
- El señor fotógrafo (1953) - Coronel
- Los solterones (1953) - Gerente del hotel
- Fruto de tentación (1953) - Felipe, mayordomo
- Sor Alegría (1952)
- El bombero atómico (1952) - Jefe de policía
- Ahora soy rico (1952) - Dr. Velasco
- Carne de presidio (1952)
- Si yo fuera diputado... (1952)
- Te sigo esperando (1952)
- Chucho el remendado (1952)
- Los enredos de una gallega -  Don León
- Ella y yo (1951)
- Cárcel de mujeres (1951)
- La mujer sin lágrimas (1951) - Cura
- Amor perdido (1951)